# Gomes (piłkarz)
Gomes, właśc. Edson Gomes Bonifacio (ur. 9 września 1956 w Campinas) – piłkarz brazylijski, występujący podczas kariery na pozycji obrońcy.

## Kariera klubowa
Gomes karierę piłkarską rozpoczął w klubie Saad São Caetano do Sul w latach siedemdziesiątych. W latach 1977–1980 był zawodnikiem Guarani FC. Z Guarani zdobył mistrzostwo Brazylii w 1978 roku. W Guarani 16 października 1977 w przegranym 0-1 meczu z Portuguesą São Paulo Gomes zadebiutował w lidze brazylijskiej. W latach 1981–1982 był zawodnikiem Corinthians Paulista. Z Corinthians zdobył mistrzostwo stanu São Paulo – Campeonato Paulista w 1982 roku. W 1983 był zawodnikiem Santa Cruz Recife, z którym zdobył mistrzostwo stanu Pernambuco – Campeonato Pernambucano.
W latach 1984–1985 występował w Coritibie. Z Coritibą zdobył mistrzostwo Brazylii 1985. W 1985 roku na krótko powrócił do Guarani, po czym odszedł do Goiás EC, w którym grał do końca kariery do 1989 roku. Z Goiás zdobył mistrzostwo stanu Goiás – Campeonato Goiano w 1986 roku. W Goiás 18 listopada 1989 w zremisowanym 2-2 meczu z SC Internacional Gomes po raz ostatni wystąpił w lidze. Ogółem w latach 1977–1989 w lidze brazylijskiej wystąpił w 133 meczach, w których strzelił 3 bramki.

## Kariera reprezentacyjna
W 1979 roku Gomes znajdował się w szerokiej kadrze na Copa América 1979. Nie zdołał się jednak przebić do wąskiej kadry na ten turniej. Nigdy nie zdołał zadebiutować w reprezentacji Brazylii.